# Michel-Joseph Froger de l’Éguille

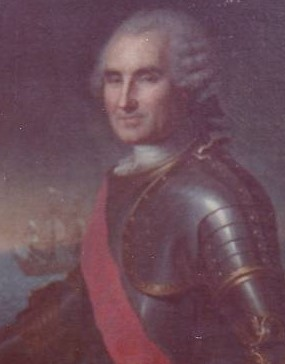
Porträt von Froger de l’Éguille

Michel-Joseph Froger, Seigneur de l’Éguille (* 30. März 1705 in Rochefort, Frankreich; † 5. September 1772 in Angoulême, Frankreich) war ein französischer Marineoffizier, zuletzt im Dienstgrad eines Lieutenant-général (Vizeadmiral) und Mitglied der Académie de marine. Von 1759 bis 1761 war er im Indischen Ozean eingesetzt und nahm unter anderem an der Seeschlacht von Pondicherry teil.

## Biografie

### Herkunft
Michel-Joseph Froger de l’Éguille hat je nach Autor ein anderes Geburtsdatum und eine andere Abstammung. Laut Taillemite und dem Dictionnaire de biographie française wurde er 1702 in Marennes in der Saintonge geboren. Laut J. Daniel wurde er eher 1705 in Rochefort geboren.
Rainguet zufolge war er der älteste Sohn von André de Froger, einem im Dienst gefallenen Leutnant, Ritter des Ordre royal et militaire de Saint-Louis, und Judith Brisson. Den meisten, neueren Quellen zufolge ist Michel-Joseph eher ein Sohn von Michel Froger de Laudouine et de Quitaud et de l’Éguille, (1668-1728) Leutnant zur See, der 1711 von Ludwig XV. geadelt wurde und ebenfalls Ritter von Saint-Louis war, und Marie-Louise Régnier, die um 1700 heirateten. Er war demnach auch ein Neffe des Leutnants zur See André de Froger.
Er stammte aus der Familie der Seigneurs von L’Éguille und La Rigaudière in Médis, er erbte den Titel des Seigneur von L’Éguille. Am Ende seines Lebens, etwa 1765, behauptete er zusammen mit seiner Familie, von altem normannischem Adel zu sein, obwohl die Geschichte seiner Familie erst seit seinem Großvater bekannt ist, der von der Halbinsel Arvert in der Saintonge stammte und der Schwiegersohn des Schiffskapitäns Bression, Seigneur de Saint-Bris, war.

### Offizier und Kommandant der Marine
Michel-Joseph Froger wurde mit etwa 20 Jahren, am 5. September 1722, Gardes de la Marine in Rochefort. Er heuerte zunächst auf der Apollon, einem Schiff der Französischen Westindien-Kompanie, an und war in den Folgejahren auf verschiedenen Schiffen im Nordatlantik und in Westindien eingesetzt.
Am 1. Oktober 1732 wurde er zum Enseigne de vaisseau (Leutnant zur See) befördert. 1734 war er bei der Belagerung von Danzig und an der Eroberung der russischen Fregatte Mitau beteiligt. Von 1737 bis 1741 fuhr er auf verschiedenen Schiffen wiederum im Atlantik und erhielt seine Beförderung zum Lieutenant de vaisseau (Oberleutnant zur See) am 1. Mai 1741. Am 1. Januar 1746 erhielt er das Ritterkreuz des Ordre royal et militaire de Saint-Louis. Im selben Jahr zum Zweiten Offizier der Tigre ernannt, nahm er an der Expedition des Herzogs von Anville nach Akadien teil.
1748 erhielt Froger de l’Éguille sein erstes eigenes Kommando, die Fregatte Fidèle. Mit diesem Schiff begab er sich auf die Jagd nach britischen Freibeutern, von denen er drei unschädlich machen konnte. Im Mai 1751 wurde er zum Capitaine de vaisseau (Kapitän zur See) ernannt, nach seiner Ansicht aber zu spät. 1752 befehligte er die Nymphe vor Martinique und 1755 die Diane, die im Geschwader von Dubois de La Motte vor Kanada im Einsatz war. Im Mittelmeerraum war er ab dem 1. April 1756 Kommandant der Foudroyant, einem Linienschiff mit 80 Kanonen, mit dem er am 20. Mai am französischen Sieg in der Seeschlacht von Menorca beteiligt war, der zur Einnahme der Insel Menorca führte. Anschließend befehligte er ab 1757 das Linienschiff Entreprenant mit 74 Kanonen.

### Geschwaderchef und Schlacht von Pondicherry

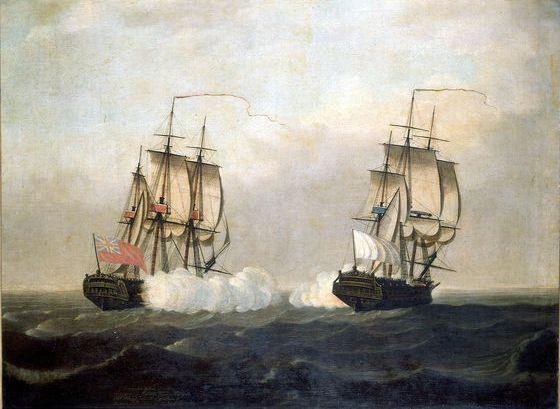
Gefecht zwischen einem französischen und einem britischen Schiff am 29. September 1758 im Indischen Ozean.

1758 befehligte er ein kleines Geschwader, bestehend aus der Minotaurus, der Illustre und der Actif, das das französische Geschwader in Indien verstärken sollte. Er erreichte Anfang Oktober die Isle de France, die er im Juli 1759 in Richtung Indien verließ.
Am 10. September 1759 nahm Froger de l'Éguille mit den drei Schiffen seines Kommandos als Teil des Geschwaders von Anne Antoine d’Aché an der Schlacht von Pondicherry vor der Koromandelküste teil. Obwohl die Schlacht, in der Froger de l'Éguille als stellvertretender Kommandeur des Geschwaders eingesetzt war, unentschieden ausging, konnte Aché die eingeschlossene Stadt versorgen, was auf französischer Seite als Erfolg gewertet wurde.
Ende 1760 kehrte d'Aché nach Frankreich zurück. Froger übernahm daraufhin das Kommando über das gesamte Geschwader und erhielt im Jahr darauf den Befehl, einen Teil davon nach Frankreich zurückzubringen.
1761 wurde er mit dem Rangdienstalter ab 1757 zum Chef d’escadre (Konteradmiral) ernannt. Am 28. Dezember 1762 wurde er Kommandeur der Marine in Rochefort und am 5. November 1766 Lieutenant-général des armées navales. Am Ende seines Lebens wandte er sich hauptsächlich theoretischen Studien zu, vernachlässigte seine Dienststelle und musste sich häufig vertreten lassen.

### Ehrungen und Auszeichnungen
Froger de l'Éguille wurde am 15. August 1768 zum Kommandeur des Ordens von Saint-Louis ernannt (er war bereits seit 1746 Ritter dieses Ordens) Er machte insgesamt dreiundzwanzig Schlachten mit und erlitt mehrere Verwundungen.
Er war seit der Gründung der Marineakademie im Jahr 1752 deren Mitglied und wurde 1768 zu deren Ehrenmitglied ernannt.

### Lebensende
Vom Geist der Aufklärung beeindruckt, bezeichnete er sich bereits 1770 als père-citoyen (deutsch etwa: "Vater-Bürger") und unterrichtete seine Söhne selbst in Mathematik.
Er starb am 5. September 1772 in Angoulême nach fünfzig Dienstjahren in der königlichen Marine.

### Familie
Froger de l’Éguille heiratete Marie-Thérèse Gaudion de La Vannerie, die Tochter von Jean Gaudion de La Vannerie, Seigneur d’Ardillières, Trésorier de la Marine im Département Rochefort, und Enkelin von Pierre Le Moyne d’Iberville. Das Paar hatte zwei Söhne:
- Michel-Henry Froger de l’Éguille (1747-1795), Kapitän zur See.
- Louis de Froger (1750-1795), Soldat im Amerikanischen Unabhängigkeitskrieg, Mitbegründer der Society of the Cincinnati, Kapitän zur See, Major Général d'Escadre.

Beide fielen in der Schlacht um Quiberon.

## Bibliographie
- Étienne Taillemite: Stichwort: Froger de l'Eguille (Michel-Joseph). In: Dictionnaire des marins français. Éditions Tallandier. Neue und überarbeitete Auflage. 2002. ISBN 2-84734-008-4. S. 198 f.
- Michel Vergé-Franceschi: Les Officiers généraux de la Marine royale: 1715-1774. Band 1. Librairie de l'Inde. Paris. 1990. S. 383. ISBN 2-905455-04-7. S. 77, 173, 280-282, 297-299, 353, 362.
- S. Bégué: Froger (Michel-Joseph de). In: Dictionnaire de biographie française. Band 14. Paris. 1979. Spalte 1329.
- Jacques Daniel: Froger de l'Éguille (Michel-Joseph). In: François Julien-Labruyère (Hrsg.): Dictionnaire biographique des Charentais. Le Croît vif. Paris. 2005. S. 552. ISBN 2-907967-95-9.
- Stichwort: Froger (Michel-Joseph de). In: Pierre-Damien Rainguet: Biographie saintongeoise. Niort. 1851. S. 248–249.
- François-Alexandre de La Chenaye-Desbois: Dictionnaire de la noblesse…. Band 8. Veuve Duchesne. 1773. S. 664–665.
- Jean-Marie Chelin: Histoire maritime de l'Ile Maurice 1500-1790. 2 Bände. Tamarin. 2010.
- John Peter Lyton: Vie privée de Louis XV. Band 3. London. 1758. S. 55-56 & 246-251 und Band 4. 1781. S. 280-281 & 310.
- Vincent Payet: Mémoire pour l'obtention du master Lettres et Sciences Humaines. Université de la Réunion, Édition de l'article C/4/11: Correspondance de L'Ile de France au temps du gouverneur Magon (1759). 2010.
- Saint Elme Le Duc: Ile de France, Documents pour son histoire civile et militaire. S. 104-105, 457 & 470-471. Paris. 1844.